# Rappa Mundi
Rappa Mundi är det andra albumet av brasilianska bandet O Rappa. Producerad av Liminha. Skivbolaget Warner Music.

## Låtlista
1. "A Feira" (Marcelo Yuka, O Rappa) - 3:59
2. "Miséria S.A." (Pedro Luís) - 4:01
3. "Vapor Barato" (Waly, Macalé) - 4:23
4. "Ilê Ayê" (Paulinho Camafeu) - 3:50
5. "Hey Joe" (Bill Roberts, vs: Ivo Meirelles, Marcelo Yuka) - 4:25
6. "Pescador De Ilusões" (Marcelo Yuka, O Rappa) - 4:15
7. "Uma Ajuda" (Marcelo Yuka, O Rappa) - 4:29
8. "Eu Quero Ver Gol" (Falcão, Xandão, O Rappa) - 3:41
9. "Eu Não Sei Mentir Direito" (Marcelo Yuka, O Rappa) - 4:03
10. "O Homem Bomba" (Marcelo Yuka, O Rappa) - 3:14
11. "Tumulto" (Marcelo Yuka, O Rappa) - 3:14
12. "Lei Da Sobrevivência (Palha de Cana)" (Falcão, O Rappa) - 3:05
13. "Óia O Rapa" (Lenine, Sérgio Natureza) - 6:00

## Medlemmar
- Falcão - sång, körsång och gitarr
- Marcelo Yuka - trumset
- Xandão - gitarr och körsång
- Marcelo Lobato - klaviatur, sampler och körsång
- Lauro Farias - bas, synt bas och körsång